# Acanthogorgia angustiflora
Acanthogorgia angustiflora is een zachte koraalsoort uit de familie Acanthogorgiidae. De koraalsoort komt uit het geslacht Acanthogorgia. Acanthogorgia angustiflora werd in 1908 voor het eerst wetenschappelijk beschreven door Kükenthal & Gorzawsky. 